# Sint-Ursmaruskerk (Nokere)

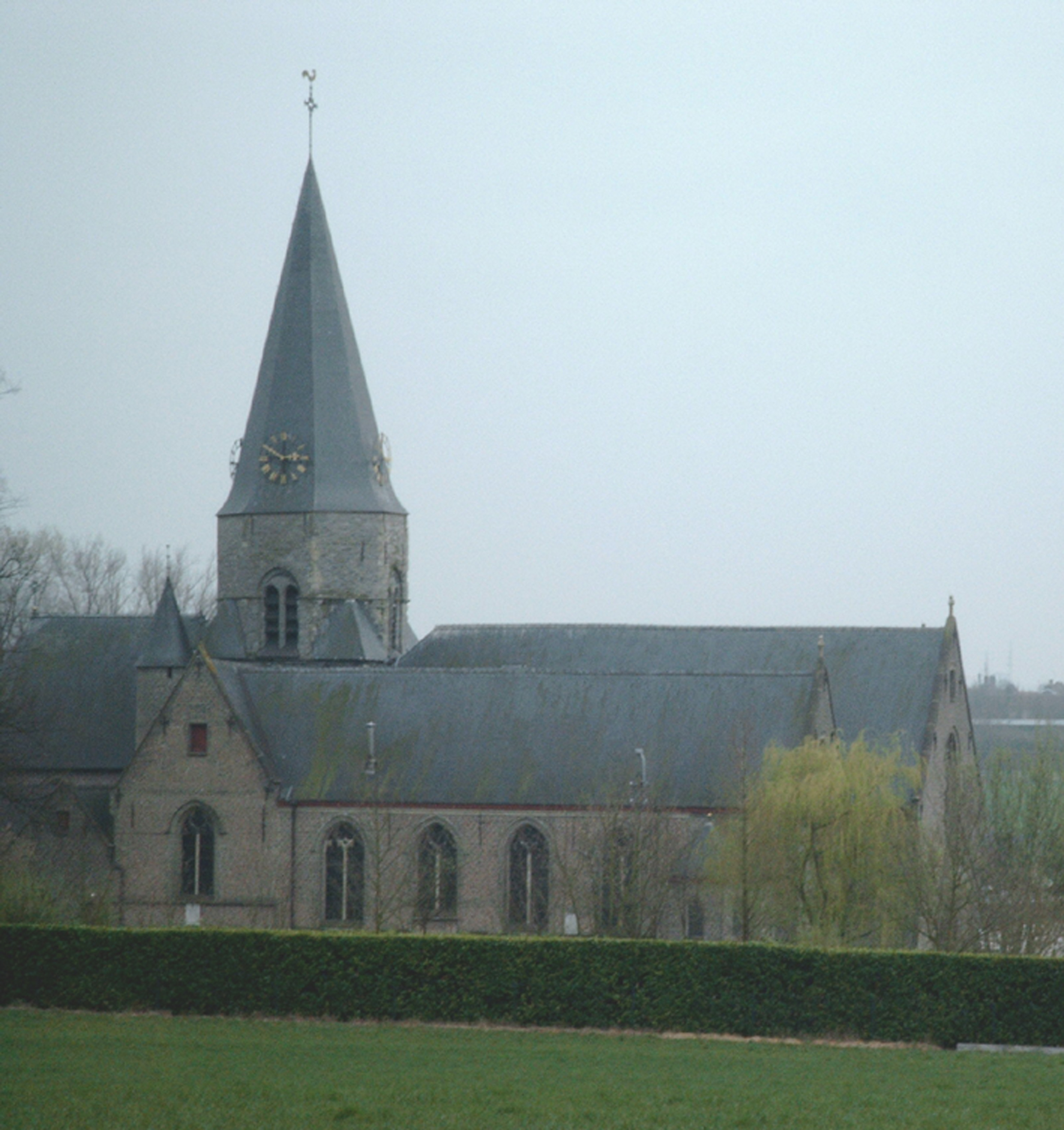
Sint-Ursmaruskerk

De Sint-Ursmaruskerk is de parochiekerk van de tot de Oost-Vlaamse gemeente Kruisem behorende plaats Nokere, gelegen aan de Nokeredorpstraat 13A.

## Geschiedenis
In de 12e of 13e eeuw werd een romaans kruiskerkje in Doornikse steen opgericht. Van deze kerk bleef de vierkante onderbouw van de vieringtoren behouden, terwijl de achtkante klokkenverdieping, eveneens in Doornikse steen gebouwd, van iets jongere datum is. In de 16e eeuw werd de kerk in gotische stijl herbouwd.
Begin 18e eeuw werden transept en zijbeuken vernieuwd. In 1895-1897 werd de kerk verbouwd in neogotische trant naar ontwerp van Henri Geirnaert. Vooral de vensters en de galmgaten kregen een neogotische uitstraling.

## Gebouw
Het betreft een georiënteerde driebeukige hallenkerk met achtkante vieringtoren op vierkante plattegrond, in Doornikse steen opgetrokken. De kerk is in baksteen opgetrokken op een plint van breuksteen.

## Interieur
De oudste elementen zijn een 14e-eeuwse doopvont en een 15e-eeuws gepolychromeerd beeld van Sint-Barbara. De 17e-eeuwse preekstoel is in barokstijl uitgevoerd. Ook van de 17e eeuw is een Sint-Ursmarusbeeld.
In het koor bevindt zich een marmeren grafmonument voor Mathieu Xavier de Ghellinck, heer van Nokere van 1727-1747, en diens vrouw Anne Françoise de la Kethulle d’Havrij. Het werd vervaardigd in 1747 en werd uitgevoerd in rococostijl.
In 1788 werd een groot deel van de lambrisering van de kerk, in classicistische stijl, vervaardigd. Ook het koorgestoelte en de zijaltaren stammen uit die tijd. Deze zijaltaren werden voorzien van 18e eeuwse schilderijen: Kroning van Maria in de hemel door de Heilige Drievuldigheid, en Sint-Ursmarus zegent mensen en dieren.
In 1744 werd een orgel geplaatst, vervaardigd door Lambert-Benoit van Peteghem. Dit orgel werd in 1843 aangepast en in 1898 verplaatst. Uit de 18e eeuw stammen ook de beeldjes van Onze-Lieve-Vrouw van Nokere en Sint-Anna-te-Drieën.
Het hoofdaltaar van 1898 is neogotisch en werd vervaardigd door Remi Rooms.
De kerk bezit enkele grafzerken van diverse heren van Nokere. De kerk wordt omringd door een kerkhof.

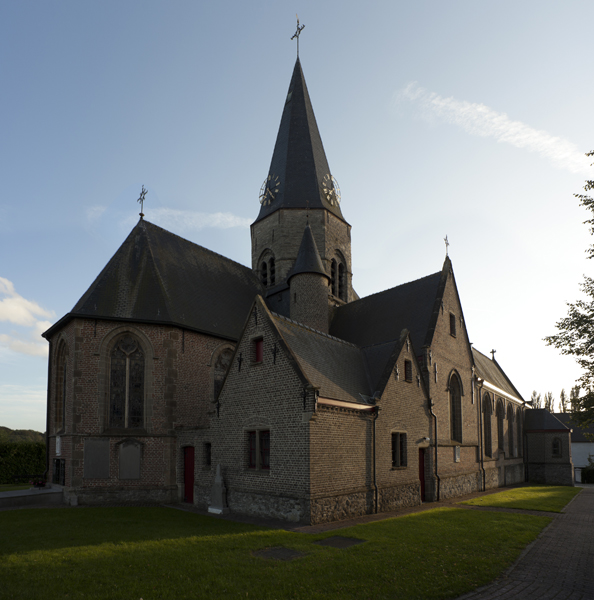
Exterieur
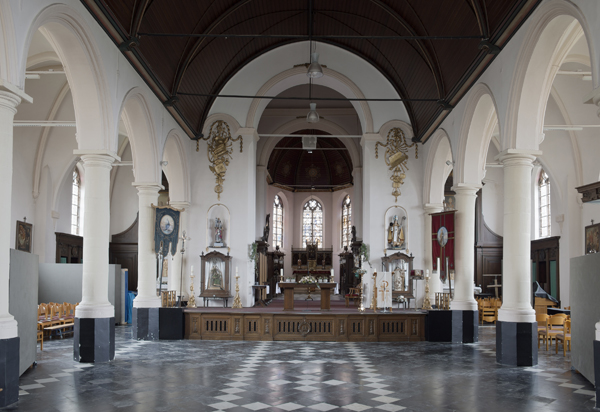
Interieur
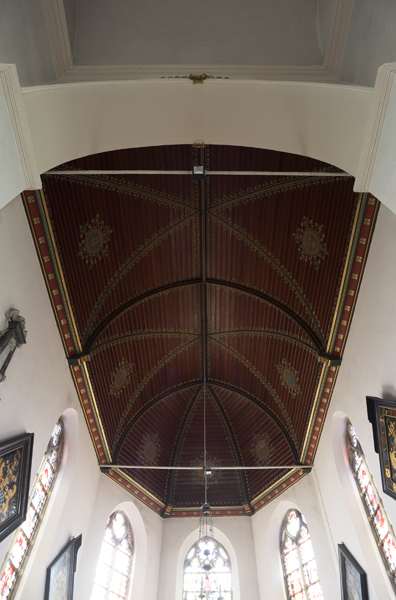
Plafond
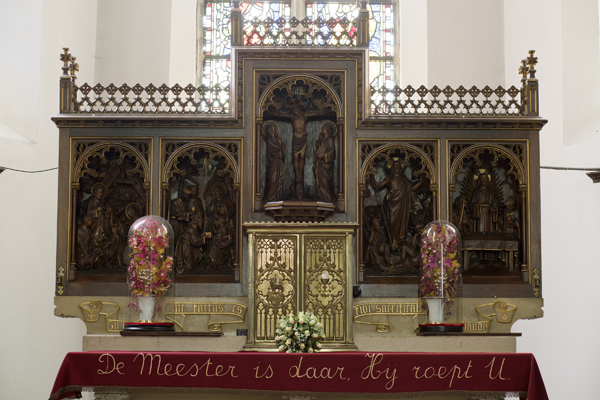
Altaar (Remi Rooms)
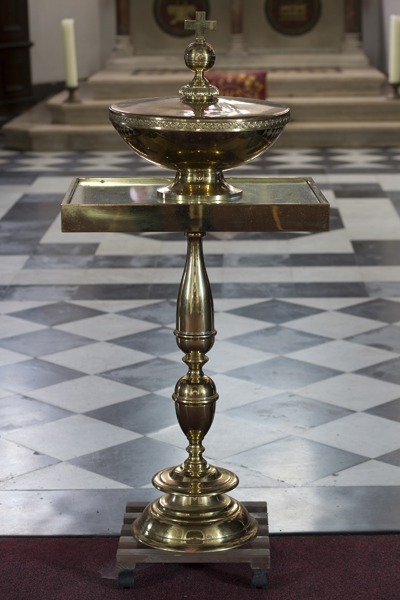
Doopvont
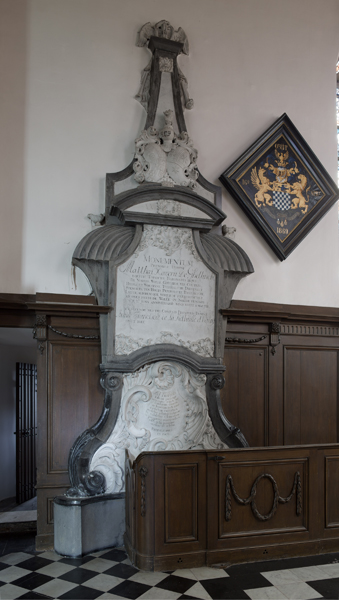
Grafmonument